# Kwiat języczkowy

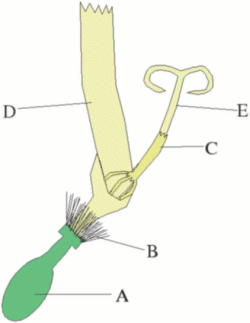
Schemat przedstawiający budowę kwiatu języczkowego w rodzinie astrowatych:
A – zalążnia
B – puch kielichowy
C – pręciki zrosłe w rurkę
D – płatki korony przekształcone w języczek
E – słupek

Kwiat  języczkowy (łac. ligulatus, ang. ligular, ligulate) – kwiat grzbiecisty, którego płatki korony zrośnięte są w dolnej części w rurkę, a w górnej części wyciągnięte w spłaszczony języczek. Kwiaty języczkowe występują np. w rodzinie astrowatych, wchodząc w skład kwiatostanu zwanego koszyczkiem. Koszyczek ten może składać się z samych kwiatów języczkowych, jak np. u mniszka, lub z samych kwiatów rurkowych. Najczęściej jednak w środku koszyczka znajdują się kwiaty rurkowe, zaś kwiaty języczkowe znajdują się na brzegu koszyczka. Zwykle kwiaty te są większe od kwiatów rurkowych wewnątrz koszyczka i barwniejsze, pełniąc rolę powabni. Często też są płonne.

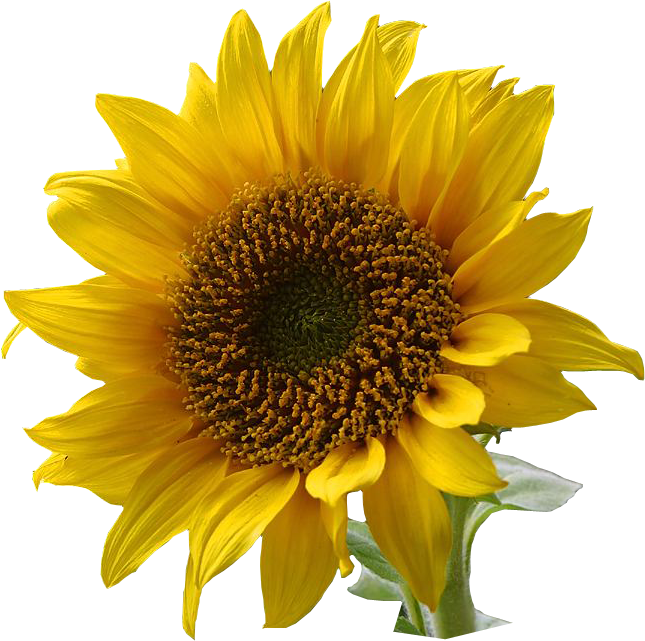
Zewnętrzne nibypłatki słonecznika to w istocie pojedyncze kwiaty języczkowe
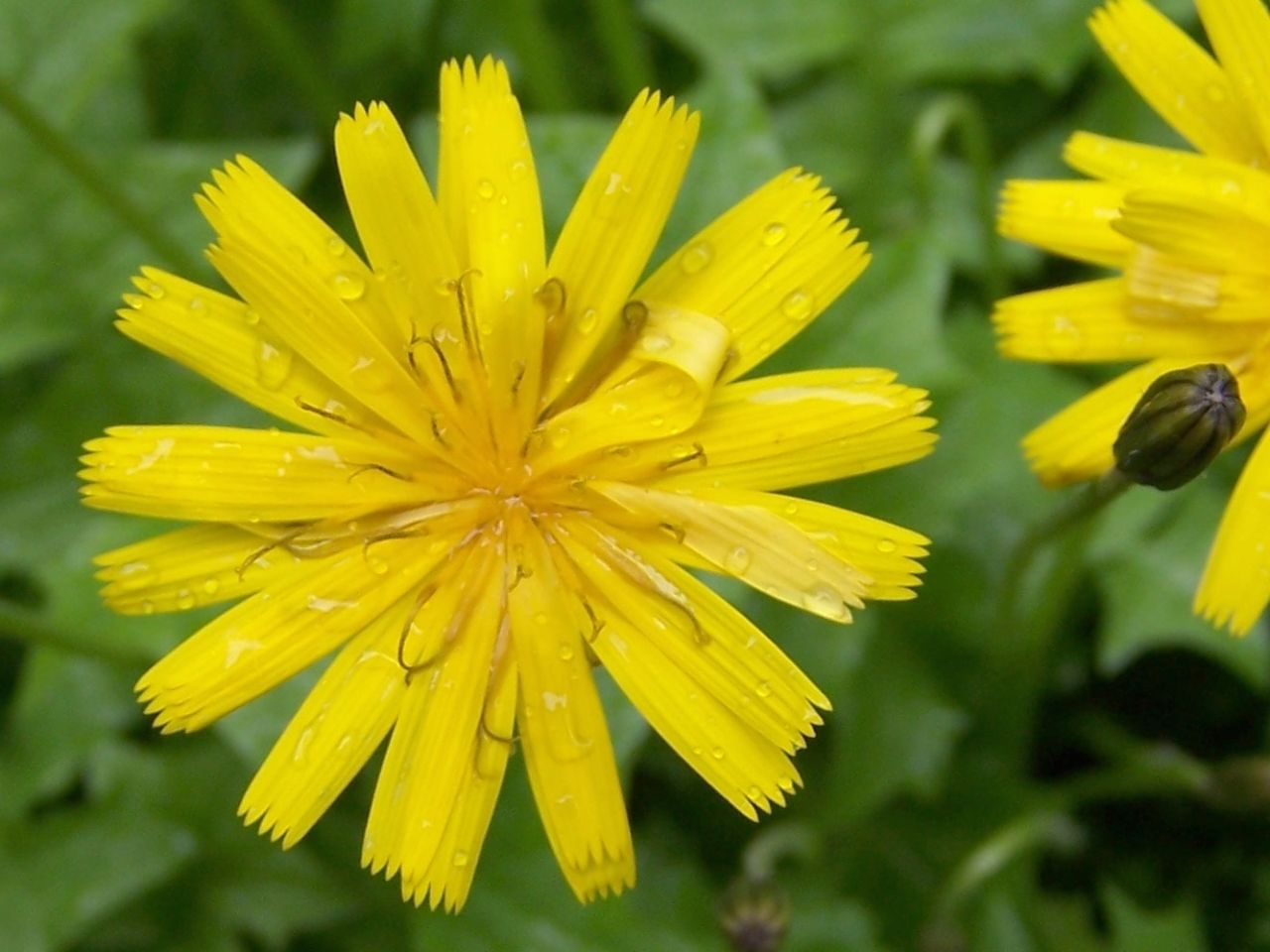
Języczkowe kwiaty u jastrzębca tworzące kwiatostan – koszyczek